# Lago Seewlisee
O Lago Seewlisee é um lago localizado no Cantão de Uri, na Suíça a uma altitude de 2028 m. A sua superfície é de 9 ha. Este lago pode ser alcançado a pé em 2 ou 3 horas ou por teleférico a partir de Silenen-Chilcherbergen.